# Kevin Martel
Kevin Christopher Martel (Ottawa, 14 september 1967) is een Canadees voormalig jeugdacteur. Zijn voornaamste rol was als Greg, een vriend van Elliotts oudere broer Michael, in E.T. the Extra-Terrestrial.

## Filmografie en televisie
- Mulligan's Stew (tv-film/serie, 1977), als Jimmy Mulligan
- You Can't Do That on Television (tv-serie, 1979), als K.C.
- Eight Is Enough (tv-serie, 1979-1980), als Marvin
- The Amityville Horror (1979), als Greg
- Bloody Birthday (1981), als Timmy Russel
- The Munsters' Revenge (1981), als Eddie Munster
- E.T. the Extra-Terrestrial (1982), als Greg
- Highway to Heaven (tv-serie, 1984), aflevering Dust Child, als Larry Everett
- Growing Pains (tv-serie, 1985-1992), als Eddie
- White Water Summer (1987), als George